# Atbarah (stad)
Atbarah of Atbara is een stad in Soedanese staat Nijl. Atbarah telt naar schatting 110.000 inwoners.
Atbarah ligt aan de monding van de Atbarah in de Nijl op 10 kilometer ten noorden van de provinciehoofdstad Ad-Damir en vormt een belangrijk Soedanees spoorwegknooppunt. Het grootste deel van de economie van de stad is gebaseerd op de spoorwegindustrie.

## Geschiedenis
De stad ontstond bij de bouw van een spoorlijn door troepen van Anglo-Egyptisch Soedan. Deze vormde de voorbereiding van een veldtocht naar Omdurman om de in 1881 begonnen Mahdi-opstand neer te slaan. Een eerste spoorlijn werd tegen het midden van de jaren 1890 aangelegd vanaf Wadi Halfa via de loop van de Nijl naar het zuiden. In januari 1897 werd in Wadi Halfa begonnen met de bouw van een tweede lijn door de woestijn, die in oktober van dat jaar voltooid was tot Abu Hamad en zo kon voorzien in de bevoorrading van de strijdkrachten van Kitchener, die tot januari 1898 waren gelegerd aan de Nijl tussen Abu Hamad en Atbara. Op 8 april 1898 vond op een paar kilometer ten zuidoosten van Atbarah bij Nakheila aan de noordoever van de Atbarah de Slag aan de Atbara plaats tussen Kitcheners troepen en het Leger van Mahdi onder leiding van Osman Digna, die eindigde in een grote overwinning voor de Britten. Daarop werd de spoorlijn verder doorgetrokken en bereikte Atbarah op 3 juli 1898. Op deze wijze konden die maand drie kanonneerboten per spoor naar Atbarah worden vervoerd, die daarop werden ingezet tegen de Mahdi in de daaropvolgende beslissende Slag om Omdurman, die de Britten volledige controle over Soedan gaf.
In 1906 begon de aanleg van een zijspoor naar de havenstad Port Sudan, die vanaf midden jaren 1920 een bloeiperiode doormaakte als gevolg van de ontwikkeling van de katoenvelden. Atbarah groeide door haar positie aan de vertakking van de twee belangrijkste spoorlijnen van het land uit tot het belangrijkste spoorknooppunt. Tot 1924 werd het spoorstation overzien door een Brits en Egyptisch militair bataljon en vervolgens door de Soedanese Spoorwegen. In 1939 vormde Sudan Railways met 20.000 werknemers de grootste industriële werkgever van het land, waarbij de meeste werknemers in Atbarah waren gestationeerd.
In de jaren 1940 waren er meer dan 300 gradaties in de arbeidershiërarchie en in de bijbehorende lonen. Onrechtmatigheden en alledaags racisme door de Britse toezichthouders leidden in 1946 tot de eerste arbeidersvakbond van Soedan. Uit een door Egyptische vakbonden ondersteunde staking ontstond in 1947 een van de radicaalste vakbonden van koloniaal Afrika. De spoorarbeiders onderhielden nauwe banden met de communistische partij (Sudanese Communist Party, SCP). Tegen het einde van de jaren 1970 keerde president Numeiri zich af van het communisme, hetgeen gepaard ging met een groot wegenbouwprogramma om het strategische belang van de spoorwegen te verminderen en daarmee de macht van de vakbonden en het communistische bolwerk Atbarah. In 1981 ontmantelde Numeiri de spoorwegvakbond. In 1990 werden duizenden spoorarbeiders ontslagen; en momenteel worden in de grote werkhallen alleen nog reparatiewerkzaamheden verricht.

## Economie
Atbarah vormt een belangrijk spoorknooppunt voor het goederenvervoer en beschikt over de enige in constant bedrijf zijnde spoorreparatiewerkplaats van het land. Ten zuiden van de Atbarahrivier bevindt zich een van de grootste cementfabrieken van Soedan, de Atbara Cement Company Ltd., die in 2001 139.300 ton en in 2002 154.300 ton cement produceerde. De fabriek vormde in 1947 de eerste cementfabriek van het land. De cementproductie is echter ontoereikend om de gestegen vraag als gevolg van de boom in de olie-industrie sinds 1999 op te kunnen vangen, waardoor deze wordt aangevuld met importen vanuit Egypte.

## Stadsbeeld
Na de periode van versterkte Britse legerplaats ontwikkelde de stad zich door de aanleg van de fabriek, met de aanleg van nieuwe naar bevolkingsgroepen gescheiden stadsdelen. Atbarah wordt door de spoorlijn verdeeld in twee delen. In het oosten bevindt zich het dicht bebouwde en levendige marktcentrum met kale betonnen flatgebouwen van twee tot drie etages. Ten westen van de spoorlijn ligt het spoorkwartier (Sikka Hadid); het uitgestrekte en exclusieve woongebied van de vroegere Britse bewoners, dat zich uitstrekt tot op een kilometer van de Nijloever. Het werd aangelegd in het schaakbordpatroon met brede schaduwrijke boulevards, waarlangs zich bakstenen bungalows met tuinen achter hoge muren bevinden, die goed onderhouden zijn. Nabij de spoorlijn lieten de Britten rijtjeshuizen en de typische gemetselde ronde kegeldakhuizen voor de Egyptische spoorarbeiders bouwen. Een kilometer ten zuiden van het centrum bevindt zich nabij de aanlegsteiger van de Nijl een moderne villawijk.

## Transport
Op ongeveer 2 kilometer ten zuiden van het centrum ligt een nauwe ijzeren tweebaansbrug over de Atbarahrivier voor het lokale verkeer. Een nieuwe wegbrug voor het zware verkeer bevindt zich 3 kilometer stroomafwaarts. De treinen rijden over de oude spoorbrug van Atbarah. Halfweg tussen Atbarah en ad-Damir was eind 2008 een brug over de Nijl half voltooid. De luchthaven Atbarah heeft een verbinding met Khartoem.

## Demografie
Bevolkingsontwikkeling:
| Jaar          | Inwoners |
| ------------- | -------- |
| 1956 (census) | 36.300   |
| 1973 (census) | 66.116   |
| 1983 (census) | 73.009   |
| 1993 (census) | 87.878   |